# 吴晓青
吴晓青（1956年3月—），男，满族，辽宁凤城人，中华人民共和国政治人物，曾任中国民主建国会第八、九届中央常委，第五届云南省委副主委，第六届云南省委主委，云南省环保局局长、副省长等职。

## 生平
2002年12月，中国民主建国会第八次全国代表大会在北京召开，并选举产生第八届中央委员会，他当选常务委员。2005年10月，任国家环境保护总局副局长。2008年，任中华人民共和国环境保护部副部长。
2008年，当选第十一届全国政协委员，代表中国民主建国会，分入第七组，并担任人口资源环境委员会专委。2010年12月，当选民建中央副主席。2015年12月，接替到龄退休的孟孝忠，兼任民建中央秘书长。
2016年3月，卸任中华人民共和国环境保护部副部长职务。在环保部副部长任上，公开抨击美国驻华大使馆违反维也纳外交关系公约，以及中国的相关法律法规，擅自公布使馆驻地的空气污染数据。
2018年1月，当选第十三届全国政协委员。